# Kolarstwo na Letnich Igrzyskach Olimpijskich 2020 – sprint kobiet
Sprint kobiet podczas Letnich Igrzysk Olimpijskich 2020 rozegrany został 6–8 sierpnia na torze Izu Velodrome.

## Terminarz
Czas w Tokio (UTC+09:00)
| Data            | Godzina | Runda                 |
| --------------- | ------- | --------------------- |
| 6 sierpnia 2021 | 15:30   | Kwalifikacje          |
| 6 sierpnia 2021 | 16:16   | 1/32 finału           |
| 6 sierpnia 2021 | 16:58   | Repasaże 1/32 finału  |
| 6 sierpnia 2021 | 18:06   | 1/16 finału           |
| 6 sierpnia 2021 | 18:53   | Repasaże 1/16 finału  |
| 7 sierpnia 2021 | 15:30   | 1/8 Finału            |
| 7 sierpnia 2021 | 16:13   | Repasaże 1/8 finału   |
| 7 sierpnia 2021 | 16:39   | Ćwierćfinały          |
| 8 sierpnia 2021 | 10:18   | Półfinały             |
| 8 sierpnia 2021 | 11:06   | Wyścig o miejsca 5- 8 |
| 8 sierpnia 2021 | 11:20   | Finał                 |

## Wyniki

### Kwalifikacje
| Pozycja | Zawodniczka         | Czas   | Średnia prędkość (km/h) | Uwaga |
| ------- | ------------------- | ------ | ----------------------- | ----- |
| 1.      | Lea Friedrich       | 10,310 | 69,835                  | Q     |
| 2.      | Kelsey Mitchell     | 10,346 | 69,592                  | Q     |
| 3.      | Emma Hinze          | 10,381 | 69,357                  | Q     |
| 4.      | Mathilde Gros       | 10,400 | 69,231                  | Q     |
| 5.      | Lauriane Genest     | 10,460 | 68,834                  | Q     |
| 6.      | Ołena Starikowa     | 10,461 | 68,827                  | Q     |
| 7.      | Shanne Braspennincx | 10,479 | 68,709                  | Q     |
| 8.      | Katy Marchant       | 10,495 | 68,604                  | Q     |
| 9.      | Lee Wai Sze         | 10,538 | 68,324                  | Q     |
| 10.     | Zhong Tianshi       | 10,559 | 68,188                  | Q     |
| 11.     | Ellesse Andrews     | 10,563 | 68,162                  | Q     |
| 12.     | Darja Szmielowa     | 10,667 | 67,498                  | Q     |
| 13.     | Anastasija Wojnowa  | 10,669 | 67,485                  | Q     |
| 14.     | Kaarle McCulloch    | 10,679 | 67,422                  | Q     |
| 15.     | Daniela Gaxiola     | 10,682 | 67,403                  | Q     |
| 16.     | Simona Krupeckaitė  | 10,706 | 67,252                  | Q     |
| 17.     | Yuka Kobayashi      | 10,711 | 67,221                  | Q     |
| 18.     | Bao Shanju          | 10,723 | 67,145                  | Q     |
| 19.     | Yuli Verdugo        | 10,818 | 66,556                  | Q     |
| 20.     | Madalyn Godby       | 10,869 | 66,243                  | Q     |
| 21.     | Lee Hye-jin         | 10,904 | 66,031                  | Q     |
| 22.     | Charlene du Preez   | 10,974 | 65,610                  | Q     |
| 23.     | Lubow Bysowa        | 10,981 | 65,568                  | Q     |
| 24.     | Miglė Marozaitė     | 11,031 | 65,271                  | Q     |
| 25.     | Urszula Łoś         | 11,047 | 65,176                  |       |
| 26.     | Marlena Karwacka    | 11,083 | 64,964                  |       |
| 27.     | Kirstie James       | 11,116 | 64,772                  |       |
| 28.     | Jessica Lee         | 11,232 | 64,103                  |       |
| 29.     | Coralie Demay       | 11,849 | 60,765                  |       |
| -       | Laurine van Riessen | DNS    | DNS                     | DNS   |

### 1/32 finału
| Zawodniczka     | Czas    | Śr. prędkość (km/h) |
| --------------- | ------- | ------------------- |
| Lea Friedrich   | 11,226  | 64,137              |
| Miglė Marozaitė | + 0,370 |                     |

| Zawodniczka       | Czas    | Śr. prędkość (km/h) |
| ----------------- | ------- | ------------------- |
| Emma Hinze        | 10,923  | 65,916              |
| Charlene du Preez | + 0,415 |                     |

| Zawodniczka     | Czas    | Śr. prędkość (km/h) |
| --------------- | ------- | ------------------- |
| Lauriane Genest | 11,102  | 64,853              |
| Madalyn Godby   | + 0,121 |                     |

| Zawodniczka         | Czas    | Śr. prędkość (km/h) |
| ------------------- | ------- | ------------------- |
| Shanne Braspennincx | 10,979  | 65,580              |
| Bao Shanju          | + 0,152 |                     |

| Zawodniczka        | Czas    | Śr. prędkość (km/h) |
| ------------------ | ------- | ------------------- |
| Lee Wai Sze        | 11,196  | 64,309              |
| Simona Krupeckaitė | + 0,102 |                     |

| Zawodniczka      | Czas    | Śr. prędkość (km/h) |
| ---------------- | ------- | ------------------- |
| Ellesse Andrews  | 10,996  | 65,478              |
| Kaarle McCulloch | + 0,255 |                     |

| Zawodniczka     | Czas    | Śr. prędkość (km/h) |
| --------------- | ------- | ------------------- |
| Kelsey Mitchell | 11,105  | 64,836              |
| Lubow Bysowa    | + 0,535 |                     |

| Zawodniczka   | Czas    | Śr. prędkość (km/h) |
| ------------- | ------- | ------------------- |
| Mathilde Gros | 11,216  | 64,194              |
| Lee Hye-jin   | + 0,797 |                     |

| Zawodniczka     | Czas    | Śr. prędkość (km/h) |
| --------------- | ------- | ------------------- |
| Ołena Starikowa | 10,870  | 66,237              |
| Yuli Verdugo    | + 0,107 |                     |

| Zawodniczka    | Czas    | Śr. prędkość (km/h) |
| -------------- | ------- | ------------------- |
| Katy Marchant  | 11,134  | 64,667              |
| Yuka Kobayashi | + 0,612 |                     |

| Zawodniczka     | Czas    | Śr. prędkość (km/h) |
| --------------- | ------- | ------------------- |
| Zhong Tianshi   | 10,744  | 67,014              |
| Daniela Gaxiola | + 0,087 |                     |

| Zawodniczka        | Czas    | Śr. prędkość (km/h) |
| ------------------ | ------- | ------------------- |
| Anastasija Wojnowa | 11,340  | 63,492              |
| Darja Szmielowa    | + 0,056 |                     |

### Repasaże 1/32 finału
| Zawodniczka        | Czas    | Śr. prędkość (km/h) |
| ------------------ | ------- | ------------------- |
| Yuka Kobayashi     | 11,335  | 63,520              |
| Simona Krupeckaitė | + 0,052 |                     |
| Miglė Marozaitė    | + 0,265 |                     |

| Zawodniczka       | Czas    | Śr. prędkość (km/h) |
| ----------------- | ------- | ------------------- |
| Kaarle McCulloch  | 11,194  | 64,320              |
| Yuli Verdugo      | + 0,041 |                     |
| Charlene du Preez | + 0,354 |                     |

| Zawodniczka     | Czas    | Śr. prędkość (km/h) |
| --------------- | ------- | ------------------- |
| Bao Shanju      | 10,913  | 65,976              |
| Daniela Gaxiola | + 0,027 |                     |
| Lubow Bysowa    | + 0,602 |                     |

| Zawodniczka     | Czas    | Śr. prędkość (km/h) |
| --------------- | ------- | ------------------- |
| Madalyn Godby   | 11,372  | 63,313              |
| Lee Hye-jin     | + 0,054 |                     |
| Darja Szmielowa | + 0,057 |                     |

### 1/16 finału
| Zawodniczka   | Czas    | Śr. prędkość (km/h) |
| ------------- | ------- | ------------------- |
| Lea Friedrich | 11,085  | 64,953              |
| Madalyn Godby | + 0,391 |                     |

| Zawodniczka | Czas    | Śr. prędkość (km/h) |
| ----------- | ------- | ------------------- |
| Emma Hinze  | 10,904  | 66,031              |
| Bao Shanju  | + 0,201 |                     |

| Zawodniczka        | Czas    | Śr. prędkość (km/h) |
| ------------------ | ------- | ------------------- |
| Lauriane Genest    | 11,251  | 63,994              |
| Anastasija Wojnowa | + 0,035 |                     |

| Zawodniczka         | Czas    | Śr. prędkość (km/h) |
| ------------------- | ------- | ------------------- |
| Shanne Braspennincx | 10,912  | 65,982              |
| Zhong Tianshi       | + 0,030 |                     |

| Zawodniczka      | Czas    | Śr. prędkość (km/h) |
| ---------------- | ------- | ------------------- |
| Kelsey Mitchell  | 11,198  | 64,297              |
| Kaarle McCulloch | + 0,135 |                     |

| Zawodniczka    | Czas    | Śr. prędkość (km/h) |
| -------------- | ------- | ------------------- |
| Mathilde Gros  | 11,292  | 63,762              |
| Yuka Kobayashi | + 0,485 |                     |

| Zawodniczka     | Czas    | Śr. prędkość (km/h) |
| --------------- | ------- | ------------------- |
| Ołena Starikowa | 10,900  | 66,055              |
| Ellesse Andrews | + 0,026 |                     |

| Zawodniczka   | Czas    | Śr. prędkość (km/h) |
| ------------- | ------- | ------------------- |
| Katy Marchant | 10,970  | 65,634              |
| Lee Wai Sze   | + 0,025 |                     |

### Repasaże 1/16 finału
| Zawodniczka   | Czas    | Śr. prędkość (km/h) |
| ------------- | ------- | ------------------- |
| Lee Wai Sze   | 11,402  | 63,147              |
| Madalyn Godby | + 0,168 |                     |

| Zawodniczka     | Czas    | Śr. prędkość (km/h) |
| --------------- | ------- | ------------------- |
| Ellesse Andrews | 11,144  | 64,609              |
| Bao Shanju      | + 0,234 |                     |

| Zawodniczka      | Czas    | Śr. prędkość (km/h) |
| ---------------- | ------- | ------------------- |
| Zhong Tianshi    | 11,200  | 64,286              |
| Kaarle McCulloch | + 0,117 |                     |

| Zawodniczka        | Czas    | Śr. prędkość (km/h) |
| ------------------ | ------- | ------------------- |
| Anastasija Wojnowa | 11,386  | 63,236              |
| Yuka Kobayashi     | + 0,275 |                     |

### 1/8 finału
| Zawodniczka        | Czas    | Śr. prędkość (km/h) |
| ------------------ | ------- | ------------------- |
| Lea Friedrich      | 11,117  | 64,766              |
| Anastasija Wojnowa | + 0,135 |                     |

| Zawodniczka   | Czas    | Śr. prędkość (km/h) |
| ------------- | ------- | ------------------- |
| Emma Hinze    | 11,094  | 64,900              |
| Zhong Tianshi | + 0,359 |                     |

| Zawodniczka     | Czas    | Śr. prędkość (km/h) |
| --------------- | ------- | ------------------- |
| Katy Marchant   | 10,935  | 65,844              |
| Lauriane Genest | + 0,179 |                     |

| Zawodniczka     | Czas    | Śr. prędkość (km/h) |
| --------------- | ------- | ------------------- |
| Kelsey Mitchell | 10,883  | 66,158              |
| Ellesse Andrews | + 0,005 |                     |

| Zawodniczka   | Czas    | Śr. prędkość (km/h) |
| ------------- | ------- | ------------------- |
| Lee Wai Sze   | 11,201  | 64,280              |
| Mathilde Gros | + 0,019 |                     |

| Zawodniczka         | Czas    | Śr. prędkość (km/h) |
| ------------------- | ------- | ------------------- |
| Shanne Braspennincx | 10,889  | 66,122              |
| Ołena Starikowa     | + 0,045 |                     |

### Repasaże 1/8 finału
| Zawodniczka        | Czas    | Śr. prędkość (km/h) |
| ------------------ | ------- | ------------------- |
| Lauriane Genest    | 10,968  | 65,646              |
| Mathilde Gros      | + 0,001 |                     |
| Anastasija Wojnowa | + 0,095 |                     |

| Zawodniczka     | Czas    | Śr. prędkość (km/h) |
| --------------- | ------- | ------------------- |
| Ołena Starikowa | 11,074  | 65,017              |
| Ellesse Andrews | + 0,007 |                     |
| Zhong Tianshi   | + 0,056 |                     |

## Ćwierćfinały
| Zawodniczka     | Wyścig 1 | Wyścig 1            | Wyścig 2 | Wyścig 2            | Wyścig 3 | Wyścig 3            |
| Zawodniczka     | Czas     | Śr. prędkość (km/h) | Czas     | Śr. prędkość (km/h) | Czas     | Śr. prędkość (km/h) |
| --------------- | -------- | ------------------- | -------- | ------------------- | -------- | ------------------- |
| Ołena Starikowa | 10,977   | 65,592              | + 0,018  |                     | 10,874   | 66,123              |
| Lea Friedrich   | + 0,001  |                     | 10,887   | 66,134              | + 0,019  |                     |

| Zawodniczka         | Wyścig 1 | Wyścig 1            | Wyścig 2 | Wyścig 2            | Wyścig 3 | Wyścig 3            |
| Zawodniczka         | Czas     | Śr. prędkość (km/h) | Czas     | Śr. prędkość (km/h) | Czas     | Śr. prędkość (km/h) |
| ------------------- | -------- | ------------------- | -------- | ------------------- | -------- | ------------------- |
| Emma Hinze          | 10,829   | 66,488              | 10,773   | 66,834              |          |                     |
| Shanne Braspennincx | + 0,098  |                     | + 0,074  |                     |          |                     |

| Zawodniczka     | Wyścig 1 | Wyścig 1            | Wyścig 2 | Wyścig 2            | Wyścig 3 | Wyścig 3            |
| Zawodniczka     | Czas     | Śr. prędkość (km/h) | Czas     | Śr. prędkość (km/h) | Czas     | Śr. prędkość (km/h) |
| --------------- | -------- | ------------------- | -------- | ------------------- | -------- | ------------------- |
| Kelsey Mitchell | 11,068   | 65,052              | 11,055   | 65,129              |          |                     |
| Lauriane Genest | + 0,041  |                     | + 0,058  |                     |          |                     |

| Zawodniczka   | Wyścig 1 | Wyścig 1            | Wyścig 2 | Wyścig 2            | Wyścig 3 | Wyścig 3            |
| Zawodniczka   | Czas     | Śr. prędkość (km/h) | Czas     | Śr. prędkość (km/h) | Czas     | Śr. prędkość (km/h) |
| ------------- | -------- | ------------------- | -------- | ------------------- | -------- | ------------------- |
| Lee Wai Sze   | 10,861   | 66,292              | 10,958   | 65,705              |          |                     |
| Katy Marchant | + 0,027  |                     | + 0,036  |                     |          |                     |

## Wyścig o miejsca 5. - 8.
| Pozycja | Zawodniczka         | Czas    | Śr. prędkość (km/h) |
| ------- | ------------------- | ------- | ------------------- |
| 5.      | Lea Friedrich       | 10,817  | 66,562              |
| 6.      | Katy Marchant       | + 0,099 |                     |
| 7.      | Shanne Braspennincx | + 0,126 |                     |
| 8.      | Lauriane Genest     | + 0,216 |                     |

## Półfinały
| Zawodniczka     | Wyścig 1 | Wyścig 1            | Wyścig 2 | Wyścig 2            | Wyścig 3 | Wyścig 3            |
| Zawodniczka     | Czas     | Śr. prędkość (km/h) | Czas     | Śr. prędkość (km/h) | Czas     | Śr. prędkość (km/h) |
| --------------- | -------- | ------------------- | -------- | ------------------- | -------- | ------------------- |
| Ołena Starikowa | 11,086   | 64,947              | 10,890   | 66,116              |          |                     |
| Lee Wai Sze     | + 0,040  |                     | + 0,128  |                     |          |                     |

| Zawodniczka     | Wyścig 1 | Wyścig 1            | Wyścig 2 | Wyścig 2            | Wyścig 3 | Wyścig 3            |
| Zawodniczka     | Czas     | Śr. prędkość (km/h) | Czas     | Śr. prędkość (km/h) | Czas     | Śr. prędkość (km/h) |
| --------------- | -------- | ------------------- | -------- | ------------------- | -------- | ------------------- |
| Kelsey Mitchell | 10,926   | 65,898              | + 0,285  |                     | 10,728   | 67,114              |
| Emma Hinze      | + 0,101  |                     | 10,998   | 65,466              | + 0,176  |                     |

## Finały
| Pozycja         | Zawodniczka     | Wyścig 1 | Wyścig 1            | Wyścig 2 | Wyścig 2            | Wyścig 3 | Wyścig 3            |
| Pozycja         | Zawodniczka     | Czas     | Śr. prędkość (km/h) | Czas     | Śr. prędkość (km/h) | Czas     | Śr. prędkość (km/h) |
| --------------- | --------------- | -------- | ------------------- | -------- | ------------------- | -------- | ------------------- |
| o złoty medal   |                 |          |                     |          |                     |          |                     |
| złoto           | Kelsey Mitchell | 10,906   | 66,019              | 10,995   | 65,484              |          |                     |
| srebro          | Ołena Starikowa | + 0,061  |                     | + 0,064  |                     |          |                     |
| o brązowy medal |                 |          |                     |          |                     |          |                     |
| brąz            | Lee Wai Sze     | 11,110   | 64,806              | 11,283   | 63,813              |          |                     |
| 4.              | Emma Hinze      | + 0,964  |                     | + 0,233  |                     |          |                     |